# Clova (cratera)
Clova é uma cratera marciana. Tem como característica 7.7 quilômetros de diâmetro. Deve o seu nome a Clova, uma localidade em Québec, no Canadá.